# تلمبه علی نازخسروی
تلمبه علی نازخسروی یک منطقهٔ مسکونی در ایران است که در دهستان دبیران واقع شده‌است. تلمبه علی نازخسروی ۱۵ نفر جمعیت دارد.